# Stanisław Zeszut
Stanisław Zeszut (ur. 18 lutego 1959 w Wałbrzychu) – polski artysta fotograf. Członek rzeczywisty i Artysta Stowarzyszenia Twórców Fotoklubu Rzeczypospolitej Polskiej (AFRP). Członek Łomżyńskiego Towarzystwa Fotograficznego. Członek założyciel łomżyńskiego Klubu Fotografii NURT.

## Życiorys
Stanisław Zeszut związany z podlaskim środowiskiem fotograficznym, od 1979 roku mieszka i pracuje w Łomży – fotografuje od 1982 roku. Miejsce szczególne w jego twórczości zajmuje fotografia krajobrazowa, fotografia portretowa, fotografia reportażowa oraz fotografia abstrakcyjna – niejednokrotnie tworzona w technice kolażu. W 1988 roku był inicjatorem i współzałożycielem grupy artystycznej DEGENERAT III. W 2008 roku był inicjatorem i współzałożycielem Klubu Fotografii NURT w Łomży. Jest organizatorem, współorganizatorem i kuratorem wystaw, w ramach działalności podlaskiej grupy fotograficznej Światłoczuli w Łomży oraz Białymstoku. Jest uczestnikiem (prowadzącym) wielu spotkań, warsztatów fotograficznych. Uczestniczy w pracach jury, w konkursach fotograficznych. 
Stanisław Zeszut jest autorem i współautorem wielu wystaw fotograficznych; indywidualnych i zbiorowych (m.in. w Białymstoku, Gorzowie Wielkopolskim, Kielcach, Lublinie, Łomży, Świdnicy). W 2013 roku został przyjęty w poczet członków Fotoklubu Rzeczypospolitej Polskiej Stowarzyszenia Twórców. Decyzją Komisji Kwalifikacji Zawodowych Fotoklubu RP, otrzymał dyplom potwierdzający kwalifikacje do wykonywania zawodu artysty fotografa, fotografika (legitymacja nr 332). 
Prace Stanisława Zeszuta zaprezentowano w Almanachu (1995–2017), wydanym przez Fotoklub Rzeczypospolitej Polskiej Stowarzyszenie Twórców, w 2017 roku.

## Odznaczenia
- Medal „Za Zasługi dla Fotografii Polskiej” (2018)[21]